# Bundesstraße 523
De Bundesstraße 523 (afkorting: B 523) is een 25 kilometer lange bundesstraße in de Duitse deelstaat Baden-Württemberg.

## Verloop
De weg begint bij een autowegafrit ten zuidwesten van Villingen-Schwenningen aan de B 27 Stuttgart-Blumberg.
De weg loopt langs Tuningen, afrit Tuningen A 81 Stuttgart-Gottmadingen en Talheim om ten westen van Tuttlingen te eindigen op een kruising met de B 14 Rottweil-Stockach.
B2 · B2a · B2R · B3 · B4 · B4R · B8 · B10 · B11 · B12 · B13 · B13n · B14 · B15 · B15n · B16 · B17 · B18 · B19 · B20 · B21 · B22 · B23 · B25 · B26 · B26a · B27 · B28 · B28a · B29 · B30 · B31 · B31a · B32 · B33 · B33a · B34 · B35 · B36 · B37 · B38 · B38a · B39 · B44 · B45 · B47 · B85 · B89 · B131n · B173 · B276 · B278 · B279 · B285 · B286 · B287 · B289 · B290 · B291 · B292 · B293 · B294 · B295 · B296 · B297 · B298 · B299 · B300 · B301 · B302 · B303 · B304 · B305 · B306 · B307 · B308 · B309 · B310 · B311 · B312 · B313 · B314 · B315 · B316 · B317 · B318 · B319 · B340 · B378 · B388 · B415 · B425 · B426 · B462 · B463 · B464 · B465 · B466 · B467 · B468 · B469 · B470 · B471 · B472 · B491 · B492 · B500 · B505 · B512 · B523 · B532 · B533 · B535 · B588 · B999